# Carl Eduard Flath
Carl Eduard Flath, auch Karl Eduard Flath (* 3. April 1806 in Dresden; † 11. September 1894 ebenda), war ein deutscher Verwaltungsjurist, Kommunalpolitiker und Autor.

## Leben und Wirken
Nach dem Besuch der Kreuzschule in Dresden studierte Flath von 1826 bis 1829 Rechtswissenschaften an der Universität Leipzig. Von 1832 bis 1841 war er als Aktuar bei der Strafpolizei-Deputation in Dresden tätig, später Leiter der Wohlfahrtspolizei in Dresden und 1841–1875 Stadtrat in Dresden.

## Publikationen
- Systematische Darstellung des im Königreiche Sachsen geltenden Polizeirechts. 3 Bände, Dresden, 1841.
- Sammlung der in Dresden geltenden Polizeibestimmungen. Dresden, 1842.
- Localbestimmungen für die Gemeindeverwaltung der Stadt Dresden, einschließlich der für die Stadt Dresden geltenden wohlfahrtspolizeilichen Bestimmungen. Dresden, 1861.

## Ehrungen
- Ritter des Königlich Sächsischen Albrecht-Ordens